# Ozarba hoffmanni
Ozarba hoffmanni är en fjärilsart som beskrevs av Emilio Berio 1940. Ozarba hoffmanni ingår i släktet Ozarba och familjen nattflyn. Inga underarter finns listade i Catalogue of Life.